# Му-Пагоа
Му-Пагоа (англ.  Mu Pagoa Falls) — водопад на острове Савайи в Самоа. Высота падения воды — 5 метров.
Находится на южном побережье острова Савайи, рядом с трассой Саут-Кост-роуд, в восьми километрах от плантации Лелоло (англ.  Lelolo Plantation), у восточного входа в деревню Гаутаваи (англ.  Gautavai village ), где река Вайола (англ.  Vaiola River ) — самая крупная река Самоа с грохотом обрушивается с черных скал в море прямо под мостом шоссе.